# Kairi Sane
Kaori Housako (宝迫 香織, Hōsako Kaori) (née le 23 septembre 1988 à Hikari, Yamaguchi)  est une catcheuse (lutteuse professionnelle) japonaise. Elle travaille actuellement à la World Wrestling Entertainment, dans la division Raw, sous le nom de Kairi Sane.
Elle devient catcheuse en 2012 à la World Wonder Ring Stardom et lutte alors sous le nom de Kairi Hojo. Elle y remporte une fois le championnat World of Stardom et une fois le championnat Wonder of Stardom. En plus de cela, elle y détient en équipe le championnat Goddesses of Stardom à trois reprises (avec Natsumi Showzuki puis Nanae Takahashi (en) et avec Yoko Bito).
Elle signe un contrat avec la WWE en 2017 et remporte le tournoi WWE Mae Young Classic en 2017. En 2018, elle remporta le championnat féminin de la NXT. Le 6 octobre 2019 à Hell in a Cell, Asuka & elle deviennent championnes féminines par équipe de la WWE, titres qu'elles conserveront jusqu'à WrestleMania 36. Le 27 juillet 2020, elle annonce officiellement son départ de la WWE, afin de rentrer au Japon pour vivre aux côtés de son époux.[réf. nécessaire]

## Jeunesse
Housako fait du volley-ball et de la voile. C'est dans ce second sport qu'elle excelle et rêve de participer aux épreuves de voile aux Jeux olympiques d'été. Elle n'a cependant pas la condition physique requise et poursuit ses études à l'université Hōsei et souhaite devenir actrice.

## Carrière de catcheuse

### World Wonder Ring Stardom (2011-2017)

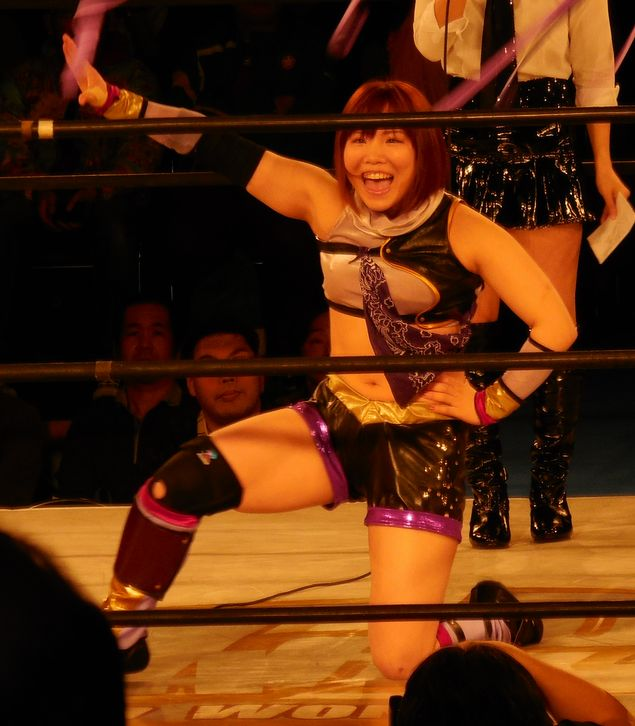
Kairi Hojo en 2013.

En 2011, elle joue le rôle d'une catcheuse dans un théâtre et rencontre la catcheuse et pratiquante d'arts martiaux mixtes Fuka Kakimoto (en). Celle-ci lui propose de devenir catcheuse et de s'entraîner au dojo de la World Wonder Ring Stardom (Stardom).
Elle commence à lutter sous le nom de Kairi Hojo et son premier match se déroule le 7 janvier 2012 où elle perd face à Yuzuki Aikawa (en). Elle intègre le clan Zenryoku dont Aikawa est la leader et se fait surnommer la Pirate Princess. En octobre, le championnat Goddesses of Stardom est vacant à la suite de la blessure à la nuque de Yoko Bito (en). La Stardom organise un tournoi où Hojo fait équipe avec Natsumi Showzuki. Elles atteignent la finale de ce tournoi mais ne parviennent pas à battre Natsuki☆Taiyo (en) et Yoshiko (en) le 25 novembre.
Le 14 janvier 2013, elle quitte le clan Zenryoku et perd un combat face à Yuzuki Aikawa (en) où le titre de championne Wonder of Stardom d'Aikawa est en jeu. Elle continue de faire équipe avec Natsumi Showzuki et remportent le championnat Goddesses of Stardom le 29 avril après leur victoire face à Kyoko Kimura et Hailey Hatred (en). Elles gardent ce titre jusqu'au 2 juin à la suite d'une blessure de Showzuki qui doit arrêter sa carrière,. Trois semaines plus tard, elle s'allie avec Kaori Yoneyama (en) et Yuhi (en) et elles deviennent championnes Artist of Stardom en battant Christina Von Eerie, Hailey Hatred et Kyoko Kimura. Le 21 juillet, elle participe à un match à six pour permettre aux trois premières à faire un tombé ou une soumission d'avoir leur place au tournoi 5STAR Grand Prix. Elle est la seconde à se qualifier en faisant le tombé sur Act Yasukawa (en). Elle termine la phase de groupe avec deux victoires et n'accède pas à la finale. Le 4 novembre, Hojo Yoneyama et Yhi perdent leur titre de championne Artist of Stardom face à Alpha Female (en), Female Predator Amazon et Kyoko Kimura. Entre-temps, elle participe avec Nanae Takahashi (en) à un tournoi pour désigner les challengers pour le championnat Goddesses of Stardom. Elles éliminent Io Shirai et Takumi Iroha en quart de finale le 20 octobre avant de se faire éliminer en demi finale le 23 novembre par Act Yasukawa et Kyoko Kimura,.

### World Wrestling Entertainment (2017-2020)

#### Vainqueure du Mae Young Classic, débuts àNXTet championne deNXT(2017-2019)

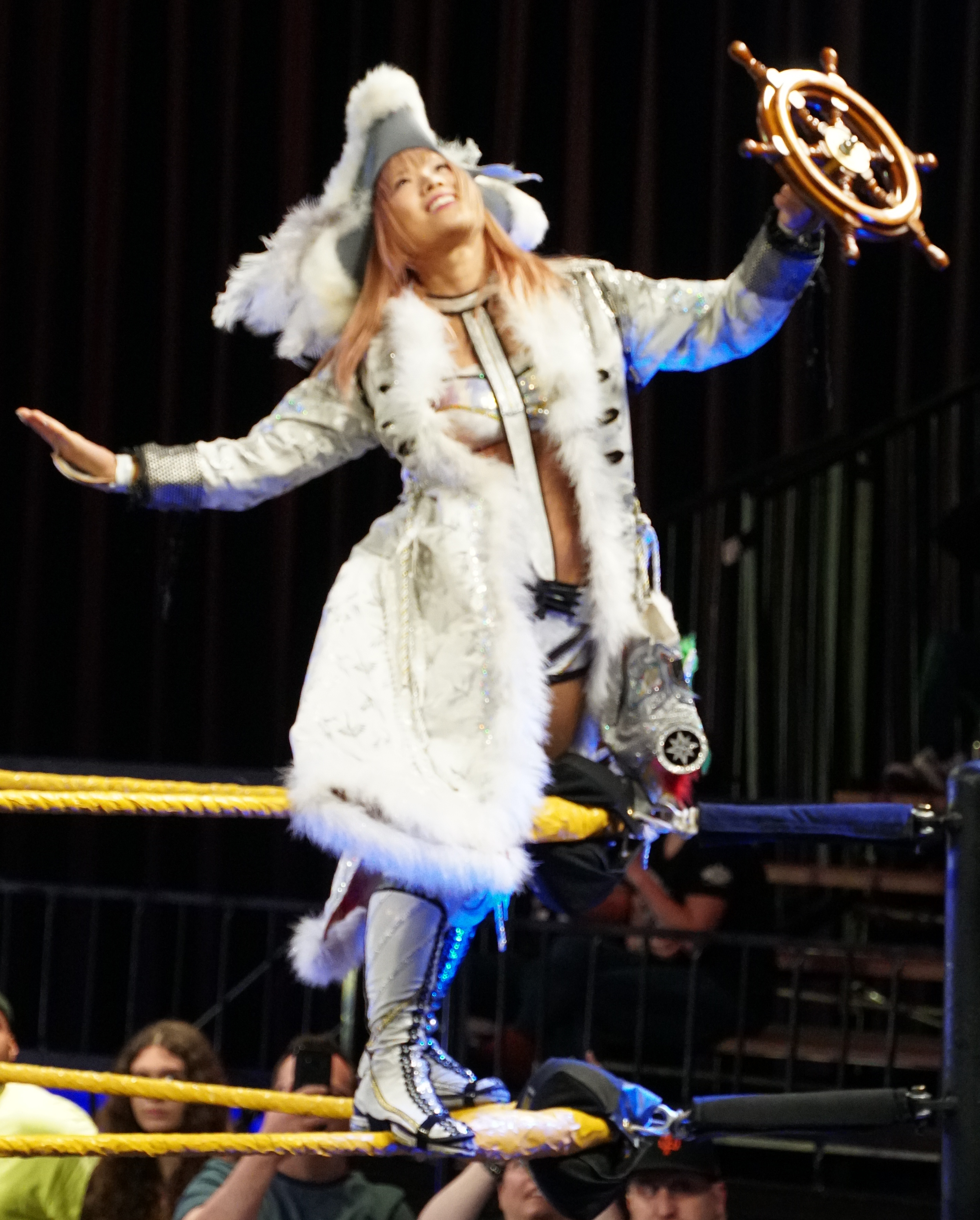
Kairi Sane avec sa tenue d'entrée sur le ring en 2018.

Le 9 mars 2017, elle signe officiellement un contrat de 3 ans avec la World Wrestling Entertainment.
Le 30 juin, elle est annoncée comme participante au tournoi Mae Young Classic sous le nom de Kairi Sane.
Le 12 septembre, elle remporte le Mae Young Classic en battant Shayna Baszler en finale du tournoi,.
Le 4 octobre à NXT, elle fait ses débuts dans le show jaune, dispute son premier match et bat Aliyah. Le 18 novembre à NXT TakeOver: WarGames, elle ne remporte pas le titre féminin de NXT, battue par Ember Moon dans un Fatal 4-Way match qui inclut également Nikki Cross et Peyton Royce.
Le 28 janvier 2018 au Royal Rumble, elle entre dans le tout premier Women's Royal Rumble match de l'histoire en 6e position, mais se fait éliminer par Dana Brooke après 4 minutes de match.
Le 8 avril lors du pré-show à WrestleMania 34, elle ne remporte pas la première Women's Battle Royal, gagnée par Naomi.

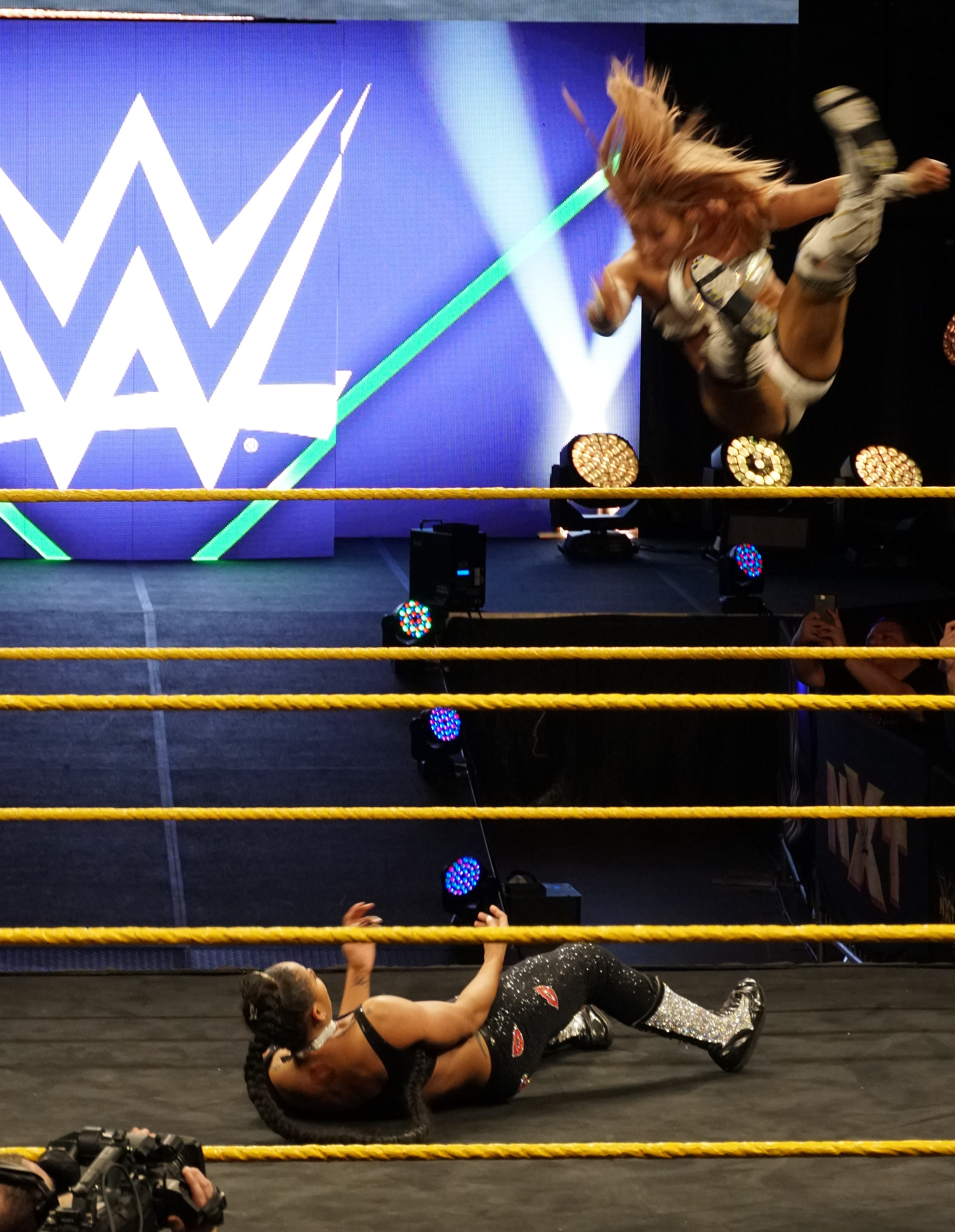
Kairi Sane effectuant le Insane Elbow sur Bianca Belair.

Le 18 août à NXT TakeOver: Brooklyn 4, elle devient la nouvelle championne de NXT en battant Shayna Baszler et remporte le titre pour la première fois de sa carrière.
Le 28 octobre à Evolution, elle ne conserve pas sa ceinture, battue par sa même adversaire par soumission. Le 17 novembre à NXT TakeOver: WarGames II, elle ne remporte pas la ceinture, rebattue par sa même opposante dans un 2 Out of 3 Falls match.
Le 27 janvier 2019 au Royal Rumble, elle entre dans le Women's Royal Rumble match en 14e position, élimine Sarah Logan (avec l'aide de Natalya) avant d'être elle-même éliminée par Ruby Riott après 17 minutes de match.
Le 5 avril à NXT TakeOver: New York, elle ne remporte pas la ceinture, rebattue par Shayna Baszler dans un Fatal 4-Way match qui inclut également Bianca Belair et Io Shirai.

#### Débuts àSmackDown Live, Kabuki Warriors, championne par équipes, Draft àRawet départ (2019-2020)
Le 16 avril à SmackDown Live, Asuka et elle sont annoncées par Paige (leur manageuse) comme les futures championnes par équipes. Bayley, Ember Moon et elles battent les Iiconics et Fire & Desire (Sonya Deville et Mandy Rose) dans un 8-Women Tag Team match. Le 30 avril à SmackDown Live, elles battent deux catcheuses locales et se font désormais appeler les Kabuki Warriors.
Le 6 octobre à Hell in a Cell, elles deviennent les nouvelles championnes par équipes en battant Alexa Bliss et Nikki Cross et remportent les titres pour la première fois de leurs carrières. Pendant le combat, elles effectuent un Heel Turn, car elle met un doigt dans l'œil de la catcheuse écossaise et sa coéquipière asperge cette dernière de Green Mist,. 8 soirs plus tard à Raw, lors du Draft, elles sont annoncées être transférées au show rouge par Stephanie McMahon. Plus tard, dans la soirée, elle battent Natalya et Lacey Evans. Le 24 novembre aux Survivor Series, l'équipe Raw, dont elles font parties, perd face à celle de NXT dans un Women's 5-on-5 Traditional Survivor Series Triple Threat Elimination Tag Team match qui inclut également l'équipe SmackDown. Le 15 décembre à TLC, elles conservent leurs titres en battant Becky Lynch et Charlotte Flair dans son tout premier TLC Tag Team match. Le lendemain, il est annoncé qu'elle souffre d'une commotion cérébrale, survenue au PPV de la veille, et doit s'absenter pendant un mois.
Le 13 janvier 2020 à Raw, elle fait son retour aux côtés de son équipière et assiste à la signature de contrat du match entre la catcheuse irlandaise et sa partenaire pour la ceinture féminine du show rouge au Royal Rumble. 13 soirs plus tard au Royal Rumble, elle entre dans le Women's Royal Rumble match en 11e position, mais se fait éliminer par The Goddess après 5 minutes de match.
Le 4 avril à WrestleMania 36, elles ne conservent pas leurs ceintures, battues par leurs mêmes adversaires dans un match revanche.
Le 27 juillet à Raw, elle se fait attaquer par Bayley dans les coulisses, ce qui fait que sa partenaire ne conserve pas sa ceinture, battue par Sasha Banks par décompte extérieur. Le même soir, elle annonce officiellement son départ de la compagnie de catch américaine afin de rentrer au Japon, ce qui met fin à leur alliance.

### Retour à la World Wonder Ring Stardom et débuts à la New Japan Pro Wrestling (2022-2023)
Le 26 mars 2022 à Stardom World Climax 2022 - Day 1, elle fait son retour à la World Wonder Ring Stardom, sous le nom de KAIRI, dispute son premier match aux côtés de Mayu Iwatani et ensemble, les deux catcheuses battent Cosmic Angels (Tam Nakano et Unagi Sayaka),. Le lendemain à Stardom World Climax 2022 - Day 2, elle bat Starlight Kid.
Le 28 mai à Stardom Flashing Champions, Tam Nakano et elle battent Queen's Quest (Miyu Amasaki et Utami Hayashishita).
Le 30 juillet à Stardom 5STAR Grand Prix 2022 - Tag 1: Opening Round #1, Nanae Takahashi et elle rebattent Queen's Quest (Lady C et Saya Kamitani).
Le 19 novembre à Stardom Gold Rush, son match face à Saya Kamitani se termine en match nul après la fin du temps imparti, mais elle ne remporte pas le titre Wonder of Stardom. Le lendemain à NJPW/Stardom Historic X-over, PLE co-organisé avec la New Japan Pro Wrestling, elle devient la première championne de la IWGP en battant Mayu Iwatani en finale du tournoi et remporte le titre pour la première fois de sa carrière.
Le 4 janvier 2023 à NJPW Wrestle Kingdom 17, elle conserve son titre en battant Tam Nakano. Après le combat, Mercedes Moné fait ses débuts, la confronte, l'attaque et la défie pour son titre à NJPW Battle in the Valley. Le 18 février à Battle in the Valley, elle ne conserve pas sa ceinture, battue par sa nouvelle adversaire. Après le match, les deux catcheuses se serrent la main, se font un câlin et elle attache la ceinture autour des hanches de son opposante.

### Retour à la World Wrestling Entertainment (2023-...)

#### Damage CTRL, double championne par équipes avec Asuka et blessure (2023-2025)
Le 4 novembre à Crown Jewel, elle fait son retour à la World Wrestling Entertainment après trois ans d'absence, en tant que Heel, aide sa compatriote IYO SKY à conserver son titre contre Bianca Belair en attaquant son adversaire et rejoint le clan. 6 soirs plus tard à SmackDown, le match qui oppose Bayley, IYO SKY et elle à Bianca Belair, Charlotte Flair et Asuka se termine en match nul, car sa dernière compatriote effectue un Heel Turn, envoie du Blue Mist sur sa première ex-partenaire, rejoint officiellement Damage CTRL et reforme les Kabuki Warriors avec elle. Le 25 novembre aux Survivor Series: WarGames, Bayley, IYO SKY et elles perdent face à Becky Lynch, Bianca Belair, Charlotte Flair et Shotzi dans son tout premier Women’s WarGames match.
Le 26 janvier 2024 à SmackDown, elles redeviennent championnes par équipes, pour la seconde fois, en battant Katana Chance et Kayden Carter. Le lendemain au Royal Rumble, elle entre dans le Women's Royal Rumble match en 7e position, élimine Candice LeRae (aidée de Bayley et sa partenaire) avant d'être elle-même éliminée par Kayden Carter après 5 minutes de match. Le 2 février à SmackDown, IYO SKY et elles provoquent le Face Turn de Bayley, car elles se retournent contre cette dernière qui choisit officiellement la première comme adversaire pour WrestleMania XL. Le 24 février lors du pré-show à Elimination Chamber, elles conservent leurs titres en battant The Way (Candice LeRae et Indi Hartwell).
Le 6 avril à WrestleMania XL, Dakota Kai et elles perdent face à Jade Cargill, Bianca Belair et Naomi dans un 6-Women Tag Team match. Le 29 avril à Raw, lors du Draft, le quartet féminin est annoncé être officiellement transféré au show rouge par Stephanie McMahon. Le 4 mai à Backlash, elles ne conservent pas leurs ceintures, battues par Bianca Belair et Jade Cargill.
Le 29 juillet à Raw, ses deux partenaires du clan et elle effectuent un Face Turn et attaquent Pure Fusion Collective (Sonya Deville, Shayna Baszler et Zoey Stark).
Le 2 novembre à Crown Jewel, IYO SKY et elle ne remportent pas les ceintures par équipes, battues par Bianca Belair et Jade Cargill dans un Fatal 4-Way Tag Team match qui inclut également Chelsea Green, Piper Niven et Meta-Four.
Le 3 janvier 2025, elle souffre d'une blessure au bras gauche et doit s'absenter pour une durée indéterminée.

#### Retour en solo (2025-...)
Le 19 mai à Raw, elle fait son retour après 4 mois et demi d'absence, mais ne se qualifie pas pour le Women's Money in the Bank Ladder match, battue par Rhea Ripley dans un Triple Threat match qui inclut également Zoey Stark.
Le 7 juillet à Raw, elle bat Roxanne Perez. Après la rencontre, Raquel Rodriguez et son adversaire l'attaquent, mais Asuka vole à sa rescousse, reforme les Kabuki Warriors avec elle et les deux catcheuses sont ajoutées au match pour les ceintures féminines par équipes à Evoution. 6 soirs plus tard à Evolution, elles ne remportent pas les ceintures, battues par leurs mêmes adversaires dans un Fatal 4-Way Tag Team match qui inclut également Sol Ruca et Zaria, Alexa Bliss et Charlotte Flair.

## Palmarès
- Pro Wrestling Illustrated
  - Classée N°10 du PWI 50 féminin en 2017 et 2018

- New Japan Pro Wrestling
  - 1 fois Championne de la IWGP (première)

- World Wonder Ring Stardom
  - Artist of Stardom Championship (4 fois) – avec Kaori Yoneyama & Yuhi (1), Chelsea and Koguma (1), Io Shirai et Mayu Iwatani (1), et Hiromi Mimura et Konami (1)
  - Goddess of Stardom Championship (3 fois) – avec Natsumi Showzuki (1), Nanae Takahashi (1), et Yoko Bito (1)
  - Wonder of Stardom Championship (1 fois)
  - World of Stardom Championship (1 fois)
  - 5★Star GP (2015)
  - Goddesses of Stardom Tag League (2016) – avec Yoko Bito
  - 5★Star GP Best Match Award (2014) vs. Nanae Takahashi le 24 août
  - Best Match Award (2014) avec Nanae Takahashi vs. Risa Sera et Takumi Iroha le 23 décembre
  - Best Tag Team Award (2014) avec Nanae Takahashi
  - Best Tag Team Award (2016) avec Yoko Bito
  - MVP Award (2015)
  - Outstanding Performance Award (2013)
  - Technique Award (2016)
- World Wrestling Entertainment
  - 1 fois championne de NXT
  - 2 fois championne par équipes de la WWE - avec Asuka
  - Vainqueure du Mae Young Classic (2017)

## Récompenses des magazines
- Pro Wrestling Illustrated

| Année | 2017 | 2018 | 2019        | 2020 | 2021 à 2022 | 2023 |
| ----- | ---- | ---- | ----------- | ---- | ----------- | ---- |
| Rang  | 10   | 10   | Non classée | 21   | Non classée | 16   |

## Vie privée
Depuis le 22 février 2020, elle est mariée à un homme inconnu avec qui elle entretient une relation à distance.